# Moumour
Moumour (en béarnais Momor ou Moumou) est une commune française située dans le département des Pyrénées-Atlantiques, en région Nouvelle-Aquitaine.
Le gentilé est Moumourais.

## Géographie

### Localisation
La commune de Moumour se trouve dans le département des Pyrénées-Atlantiques, en région Nouvelle-Aquitaine.
Elle se situe à 38 km par la route de Pau, préfecture du département, et à 5,4 km d'Oloron-Sainte-Marie, sous-préfecture.
Les communes les plus proches sont : 
Verdets (1,6 km), Orin (2,5 km), Ledeuix (2,8 km), Estos (3,6 km), Poey-d'Oloron (3,8 km), Géronce (4,1 km), Oloron-Sainte-Marie (4,5 km), Esquiule (4,8 km).
Sur le plan historique et culturel, Moumour fait partie de la province du Béarn, qui fut également un État et qui présente une unité historique et culturelle à laquelle s’oppose une diversité frappante de paysages au relief tourmenté.

### Communes limitrophes
Les communes limitrophes sont Esquiule, Ledeuix, Oloron-Sainte-Marie, Orin, Verdets et Géronce.
| Orin                         | Verdets             |         |
| Géronce (par un quadripoint) | Moumour             | Ledeuix |
| Esquiule                     | Oloron-Sainte-Marie |         |

### Hydrographie
La commune est drainée par le gave d'Oloron, le Vert, le ruisseau de Lamiellotte, un bras du Lamiellotte, un bras du Vert, le ruisseau de Tastillat, et par divers petits cours d'eau, constituant un réseau hydrographique de 14 km de longueur totale,.
Le gave d'Oloron, d'une longueur totale de 148,8 km, prend sa source dans la commune de Laruns et s'écoule vers le nord-ouest. Il traverse la commune et se jette dans le gave de Pau à Sorde-l'Abbaye, après avoir traversé 64 communes.
Le Vert, d'une longueur totale de 34,9 km, prend sa source dans la commune d'Arette et s'écoule du sud vers le nord. Il traverse la commune et se jette dans le gave d'Oloron sur le territoire communal, après avoir traversé 6 communes.

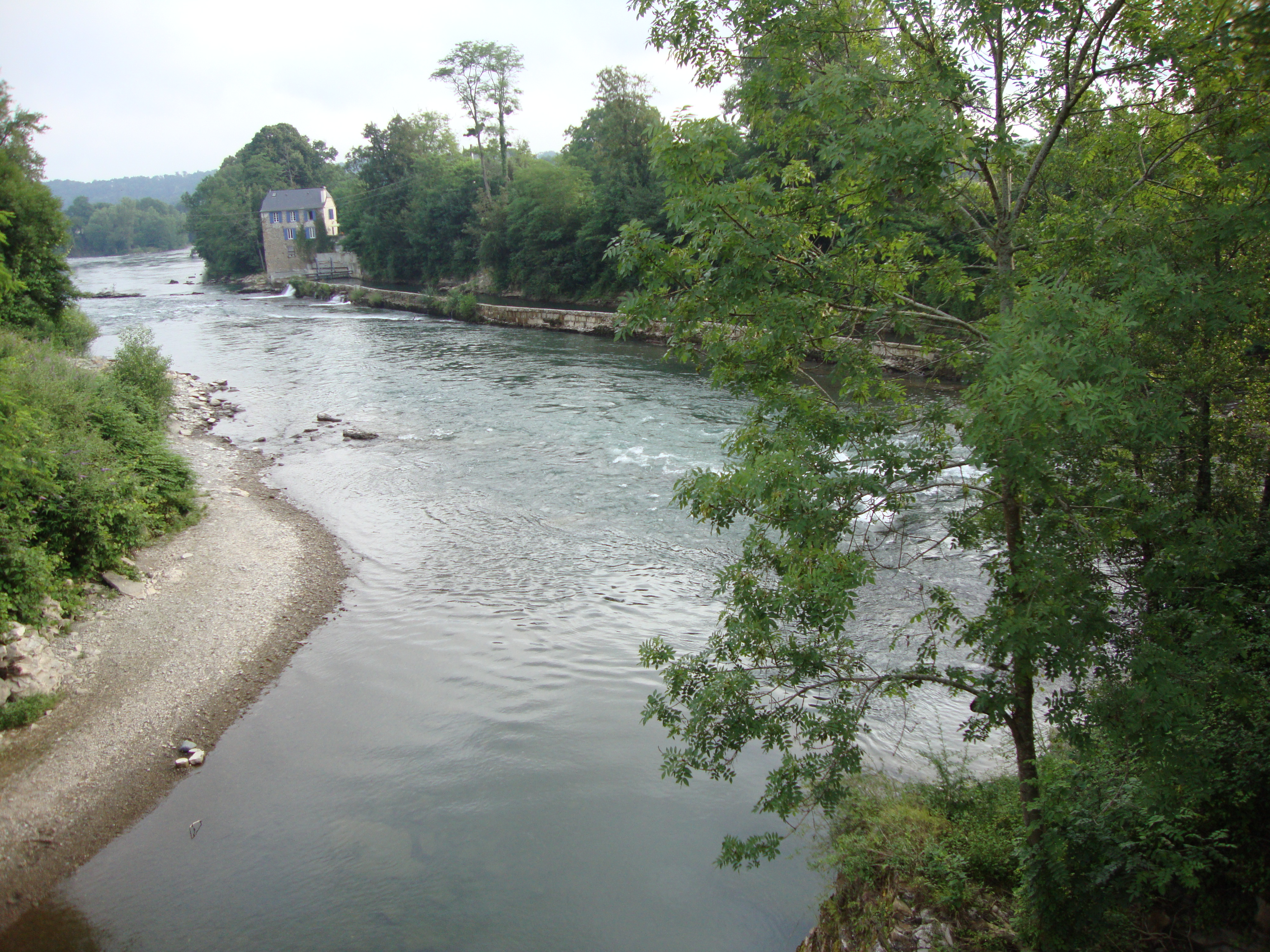
Confluent Vert - gave d'Oloron.
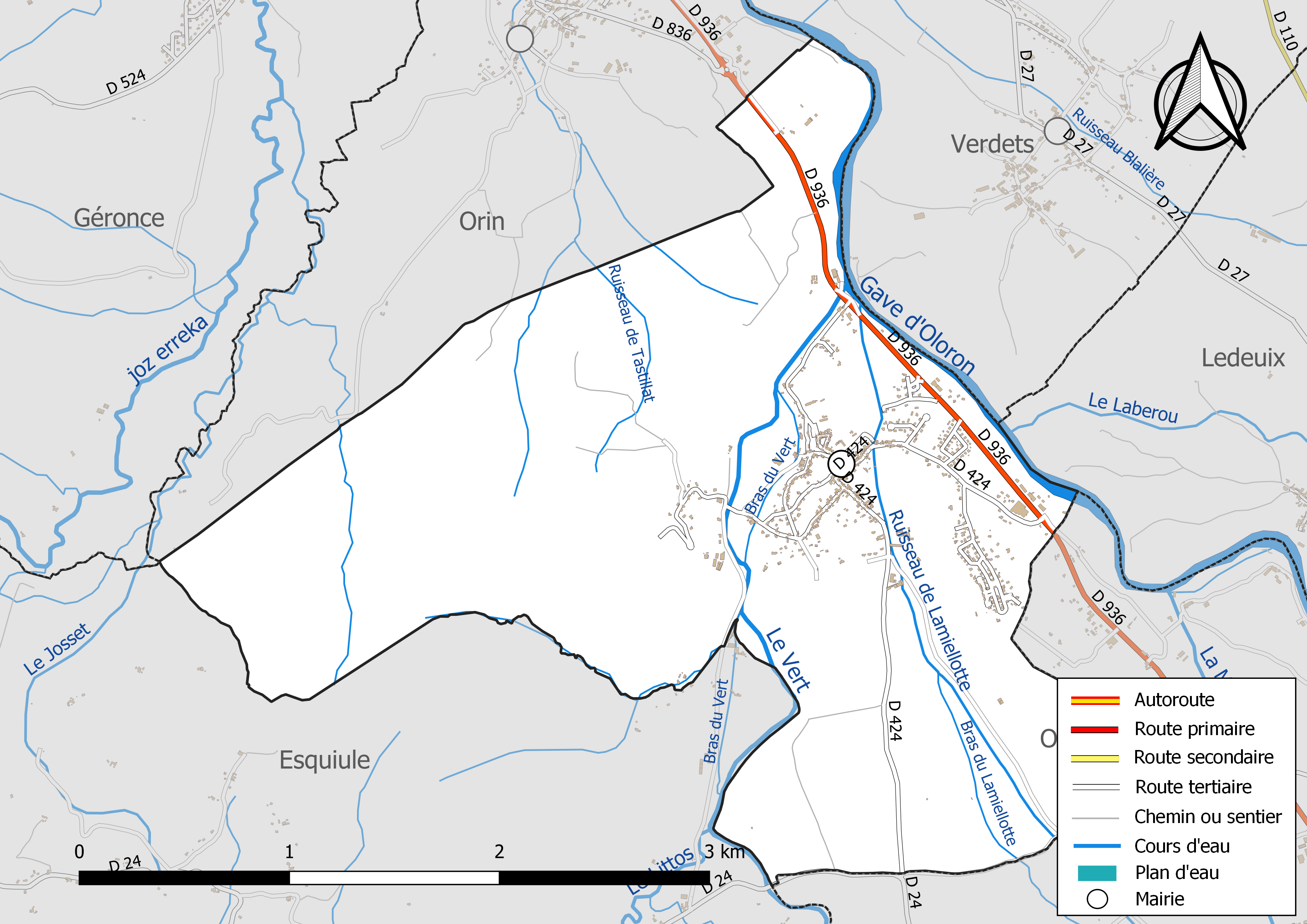
Réseaux hydrographique et routier de Moumour

### Climat
Pour des articles plus généraux, voir Climat de la Nouvelle-Aquitaine et Climat des Pyrénées-Atlantiques.
Historiquement, la commune est exposée à un climat de montagne.  
En 2020, Météo-France publie une typologie des climats de la France métropolitaine dans laquelle la commune est toujours exposée à un climat de montagne et est dans la région climatique Pyrénées atlantiques, caractérisée par une pluviométrie élevée (>1 200 mm/an) en toutes saisons, des hivers très doux (7,5 °C en plaine) et des vents faibles.
Pour la période 1971-2000, la température annuelle moyenne est de 13,1 °C, avec une amplitude thermique annuelle de 13,7 °C. Le cumul annuel moyen de précipitations est de 1 241 mm, avec 11,5 jours de précipitations en janvier et 8,7 jours en juillet. Pour la période 1991-2020, la température moyenne annuelle observée sur la station météorologique la plus proche, située sur la commune d'Oloron-Sainte-Marie à 4 km à vol d'oiseau, est de 13,1 °C et le cumul annuel moyen de précipitations est de 1 491,4 mm,. Pour l'avenir, les paramètres climatiques de la commune estimés pour 2050 selon différents scénarios d'émission de gaz à effet de serre sont consultables sur un site dédié publié par Météo-France en novembre 2022.

### Milieux naturels et biodiversité

#### Réseau Natura 2000
Le réseau Natura 2000 est un réseau écologique européen de sites naturels d'intérêt écologique élaboré à partir des Directives « Habitats » et « Oiseaux », constitué de zones spéciales de conservation (ZSC) et de zones de protection spéciale (ZPS).
Un site Natura 2000 a été défini sur la commune au titre de la « directive Habitats » : « le gave d'Oloron (cours d'eau) et marais de Labastide-Villefranche », d'une superficie de 2 547 ha, une rivière à saumon et écrevisse à pattes blanches,.

#### Zones naturelles d'intérêt écologique, faunistique et floristique
L’inventaire des zones naturelles d'intérêt écologique, faunistique et floristique (ZNIEFF) a pour objectif de réaliser une couverture des zones les plus intéressantes sur le plan écologique, essentiellement dans la perspective d’améliorer la connaissance du patrimoine naturel national et de fournir aux différents décideurs un outil d’aide à la prise en compte de l’environnement dans l’aménagement du territoire.
Une ZNIEFF de type 2 est recensée sur la commune, : 
le « bassin versant du Lausset et du Joos : bois, landes et zones tourbeuses » (19 519,13 ha), couvrant 23 communes du département.

## Urbanisme

### Typologie
Au 1er janvier 2024, Moumour est catégorisée commune rurale à habitat dispersé, selon la nouvelle grille communale de densité à sept niveaux définie par l'Insee en 2022.
Elle est située hors unité urbaine. Par ailleurs la commune fait partie de l'aire d'attraction d'Oloron-Sainte-Marie, dont elle est une commune de la couronne,. Cette aire, qui regroupe 44 communes, est catégorisée dans les aires de moins de 50 000 habitants,.

### Occupation des sols

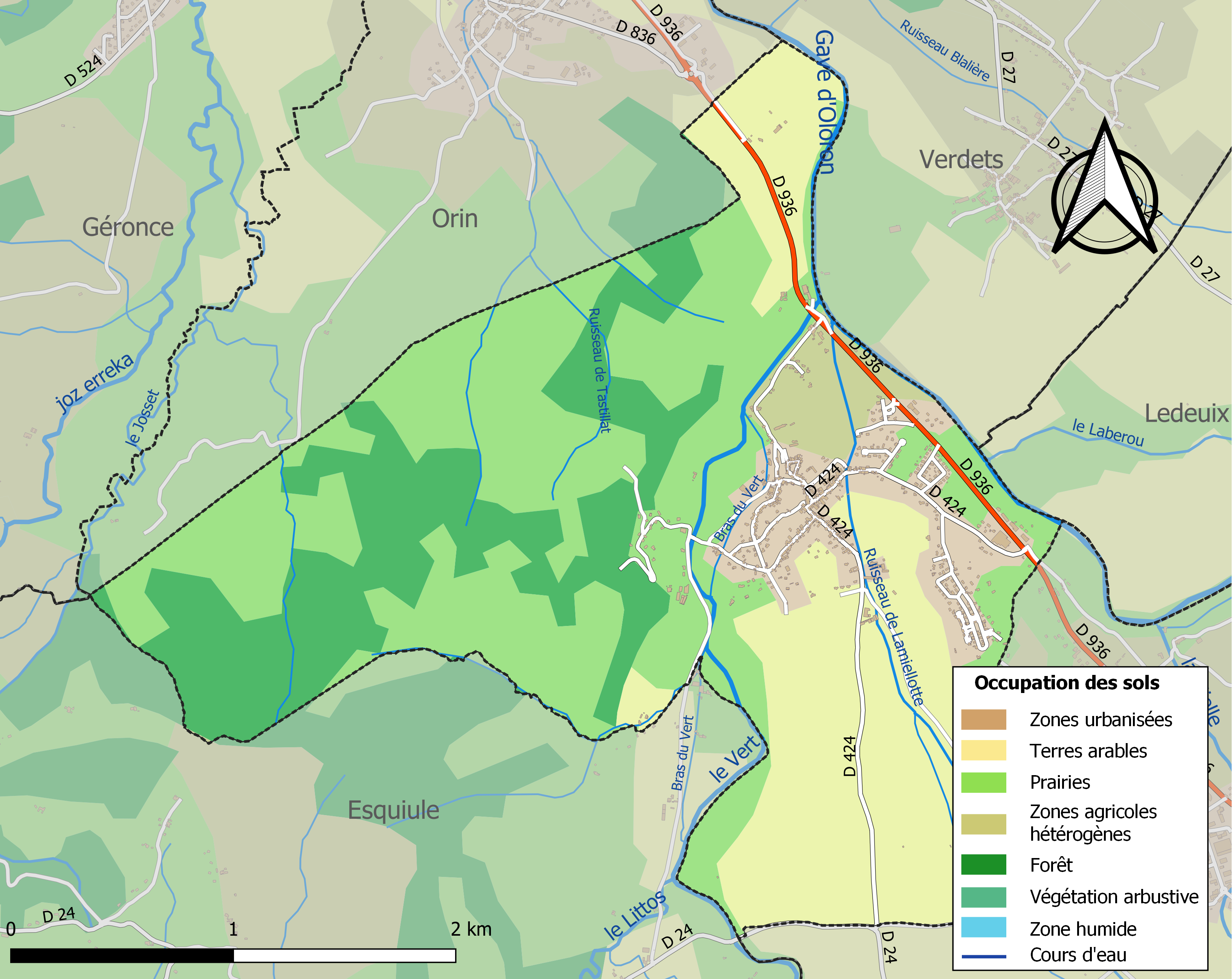
Carte des infrastructures et de l'occupation des sols de la commune en 2018 (CLC).

L'occupation des sols de la commune, telle qu'elle ressort de la base de données européenne d’occupation biophysique des sols Corine Land Cover (CLC), est marquée par l'importance des territoires agricoles (72 % en 2018), en diminution par rapport à 1990 (72,9 %). La répartition détaillée en 2018 est la suivante : 
prairies (39,4 %), terres arables (29,2 %), forêts (20 %), zones urbanisées (8,1 %), zones agricoles hétérogènes (3,4 %). L'évolution de l’occupation des sols de la commune et de ses infrastructures peut être observée sur les différentes représentations cartographiques du territoire : la carte de Cassini (XVIIIe siècle), la carte d'état-major (1820-1866) et les cartes ou photos aériennes de l'IGN pour la période actuelle (1950 à aujourd'hui).

### Lieux-dits et hameaux
- les Candaux
- l'Église.

### Risques majeurs
Le territoire de la commune de Moumour est vulnérable à différents aléas naturels : météorologiques (tempête, orage, neige, grand froid, canicule ou sécheresse), inondations et séisme (sismicité moyenne). Un site publié par le BRGM permet d'évaluer simplement et rapidement les risques d'un bien localisé soit par son adresse soit par le numéro de sa parcelle.
Certaines parties du territoire communal sont susceptibles d’être affectées par le risque d’inondation par une crue torrentielle ou à montée rapide de cours d'eau, notamment le gave d'Oloron et le Vert. La commune a été reconnue en état de catastrophe naturelle au titre des dommages causés par les inondations et coulées de boue survenues en 1982, 2008, 2009 et 2021,.

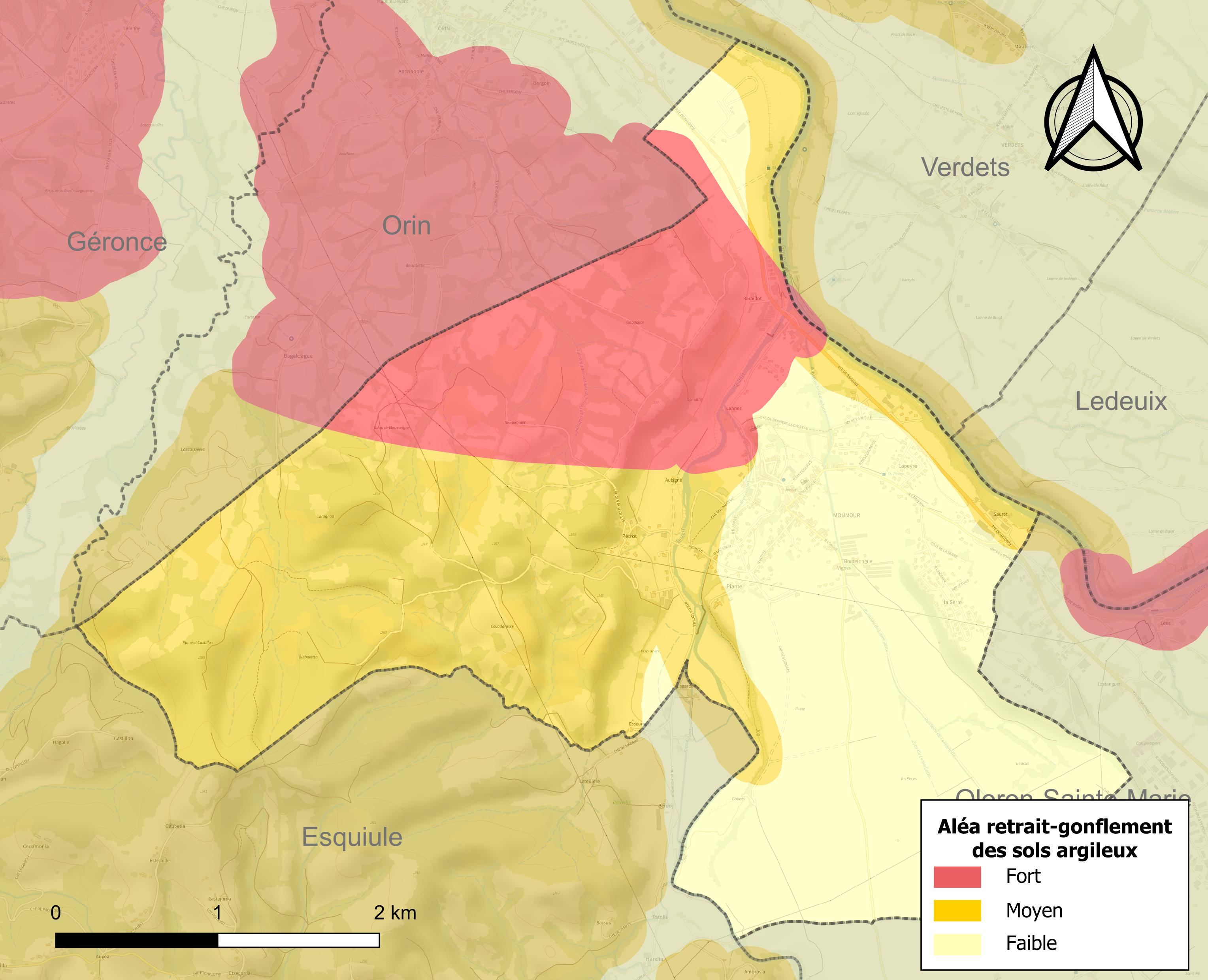
Carte des zones d'aléa retrait-gonflement des sols argileux de Moumour.

Le retrait-gonflement des sols argileux est susceptible d'engendrer des dommages importants aux bâtiments en cas d’alternance de périodes de sécheresse et de pluie. 61,9 % de la superficie communale est en aléa moyen ou fort (59 % au niveau départemental et 48,5 % au niveau national). Depuis le 1er octobre 2020, en application de la loi ELAN, différentes contraintes s'imposent aux vendeurs, maîtres d'ouvrages ou constructeurs de biens situés dans une zone classée en aléa moyen ou fort,.

## Toponymie
Le toponyme Moumour apparaît sous les formes lo casteg do Momor (1249, notaires d'Oloron), Montmoo (1322, titres de Josbaig), Montmor et Monmoo (respectivement 1379 et 1383, contrats de Luntz), Monmor (1385, censier de Béarn), Sent-Johan de Momor (1463, notaires d'Oloron), Momou (1675, réformation de Béarn) et Moumou (1727, dénombrement de Legugnon).
Son nom béarnais est Momor ou Moumou.

## Histoire
Paul Raymond note qu'en 1385, Moumour comptait 55 feux et dépendait du bailliage d'Oloron.

## Politique et administration

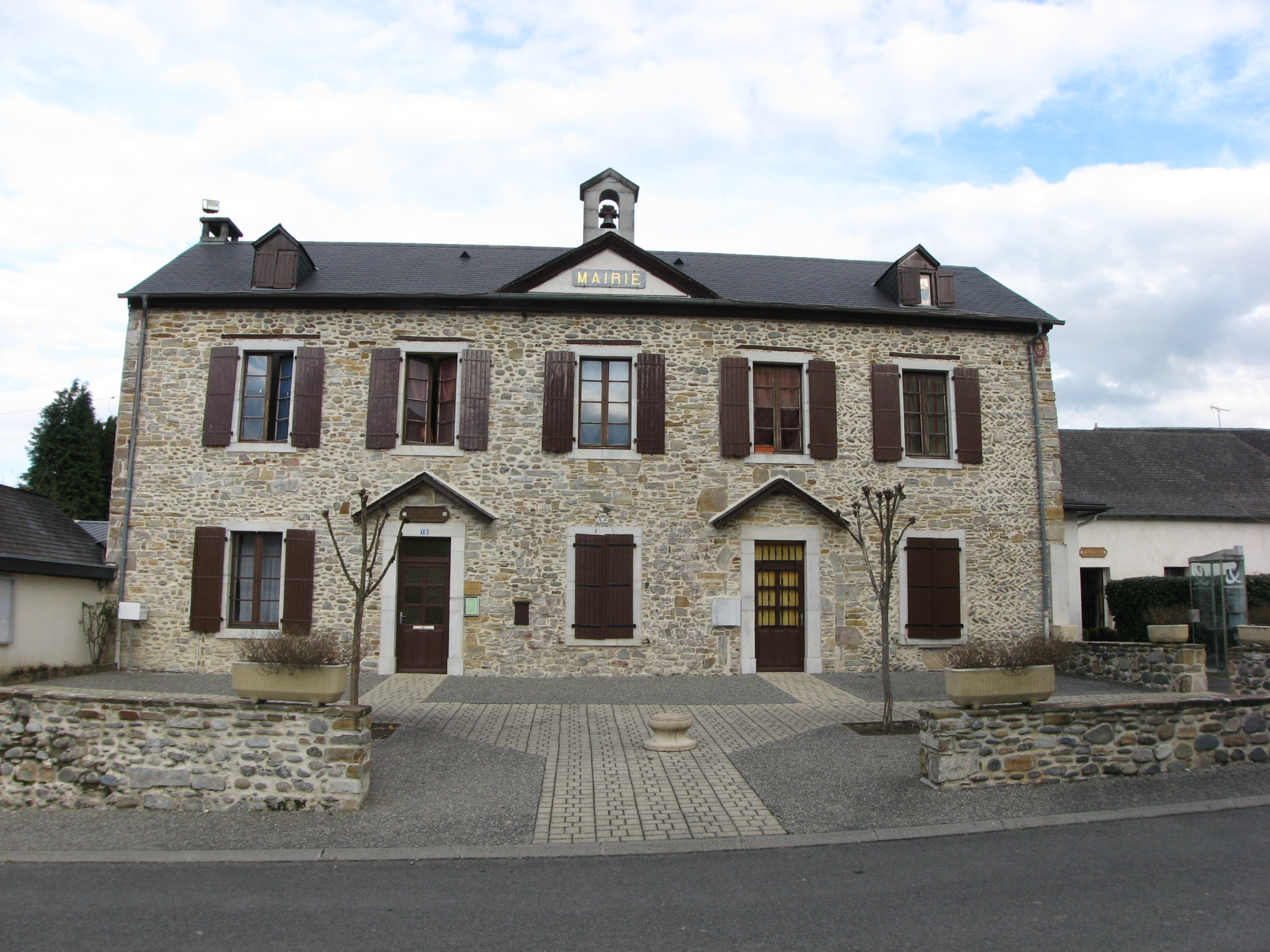
Mairie de Moumour.

| Période                                  | Période  | Identité             | Étiquette | Qualité |
| ---------------------------------------- | -------- | -------------------- | --------- | ------- |
| 1989                                     | 2014     | Jacques Carsuzaa     |           |         |
| 2014                                     | 2020     | Françoise Bessonneau |           |         |
| 2020                                     | En cours | Jean-Luc Estournes   |           |         |
| Les données manquantes sont à compléter. |          |                      |           |         |

### Intercommunalité
La commune fait partie de quatre structures intercommunales :
- la communauté de communes du Haut Béarn ;
- le syndicat AEP du Vert ;
- le syndicat d'énergie des Pyrénées-Atlantiques ;9
- le syndicat mixte forestier des chênaies des vallées basques et béarnaises.

Moumour accueille le siège du syndicat AEP du Vert.

## Population et société

### Démographie
L'évolution du nombre d'habitants est connue à travers les recensements de la population effectués dans la commune depuis 1793. Pour les communes de moins de 10 000 habitants, une enquête de recensement portant sur toute la population est réalisée tous les cinq ans, les populations de référence des années intermédiaires étant quant à elles estimées par interpolation ou extrapolation. Pour la commune, le premier recensement exhaustif entrant dans le cadre du nouveau dispositif a été réalisé en 2007.

En 2022, la commune comptait 818 habitants, en évolution de −3,08 % par rapport à 2016 (Pyrénées-Atlantiques : +3,78 %, France hors Mayotte : +2,11 %).
| 1793  | 1800 | 1806 | 1821 | 1831 | 1836 | 1841 | 1846 | 1851 |
| ----- | ---- | ---- | ---- | ---- | ---- | ---- | ---- | ---- |
| 1 010 | 886  | 934  | 873  | 864  | 854  | 889  | 835  | 828  |

| 1856 | 1861 | 1866 | 1872 | 1876 | 1881 | 1886 | 1891 | 1896 |
| ---- | ---- | ---- | ---- | ---- | ---- | ---- | ---- | ---- |
| 779  | 688  | 636  | 681  | 612  | 581  | 578  | 542  | 555  |

| 1901 | 1906 | 1911 | 1921 | 1926 | 1931 | 1936 | 1946 | 1954 |
| ---- | ---- | ---- | ---- | ---- | ---- | ---- | ---- | ---- |
| 525  | 521  | 532  | 479  | 509  | 489  | 450  | 413  | 450  |

| 1962 | 1968 | 1975 | 1982 | 1990 | 1999 | 2006 | 2007 | 2012 |
| ---- | ---- | ---- | ---- | ---- | ---- | ---- | ---- | ---- |
| 527  | 545  | 506  | 744  | 698  | 731  | 764  | 769  | 848  |

| 2017 | 2022 | - | - | - | - | - | - | - |
| ---- | ---- | - | - | - | - | - | - | - |
| 841  | 818  | - | - | - | - | - | - | - |

La commune fait partie de l'aire d'attraction d'Oloron-Sainte-Marie.

## Économie
L'activité est principalement agricole (élevage, pâturages, polyculture). La commune fait partie de la zone d'appellation de l'ossau-iraty.

## Culture locale et patrimoine

### Patrimoine civil

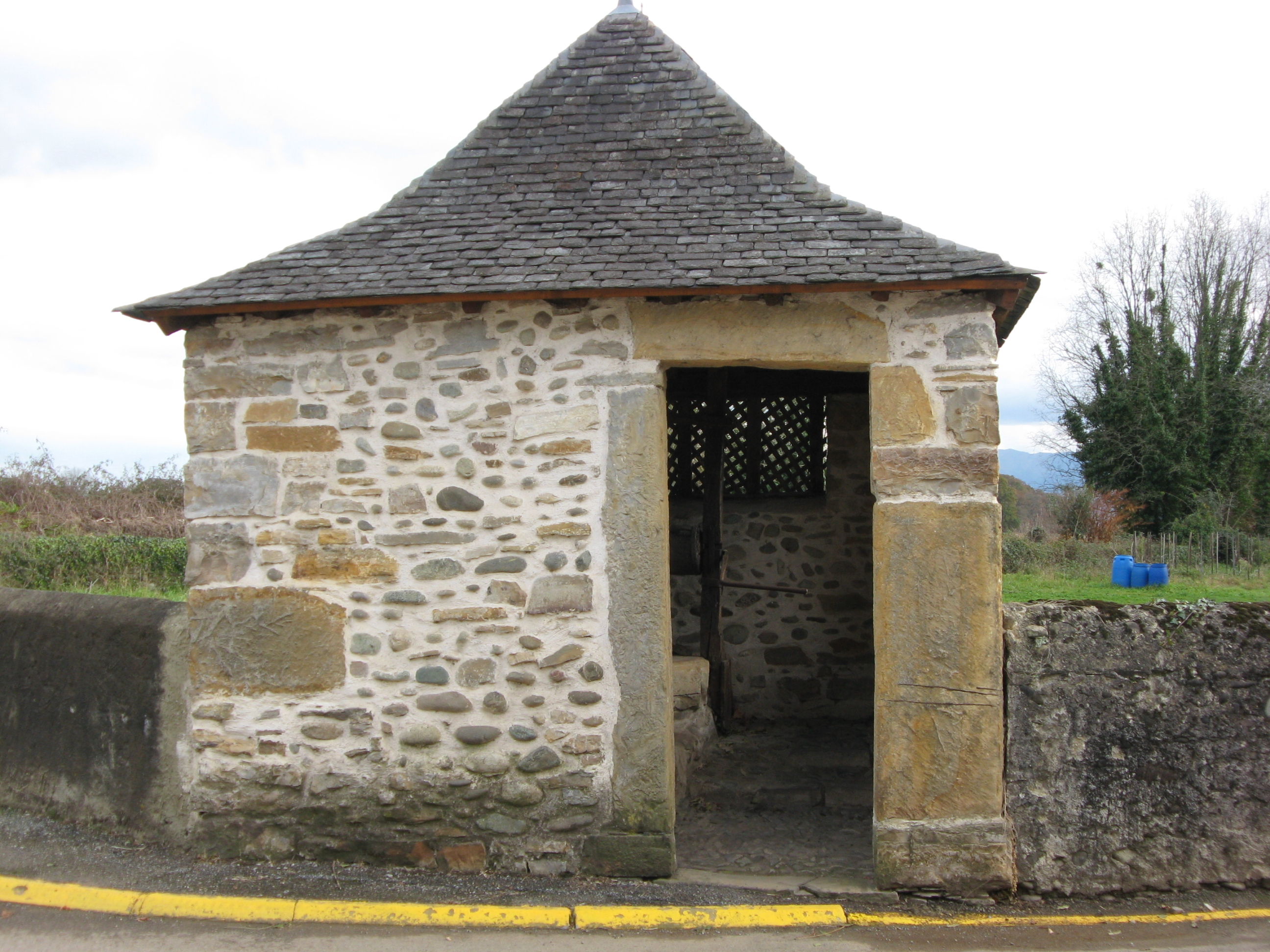
Un puits.
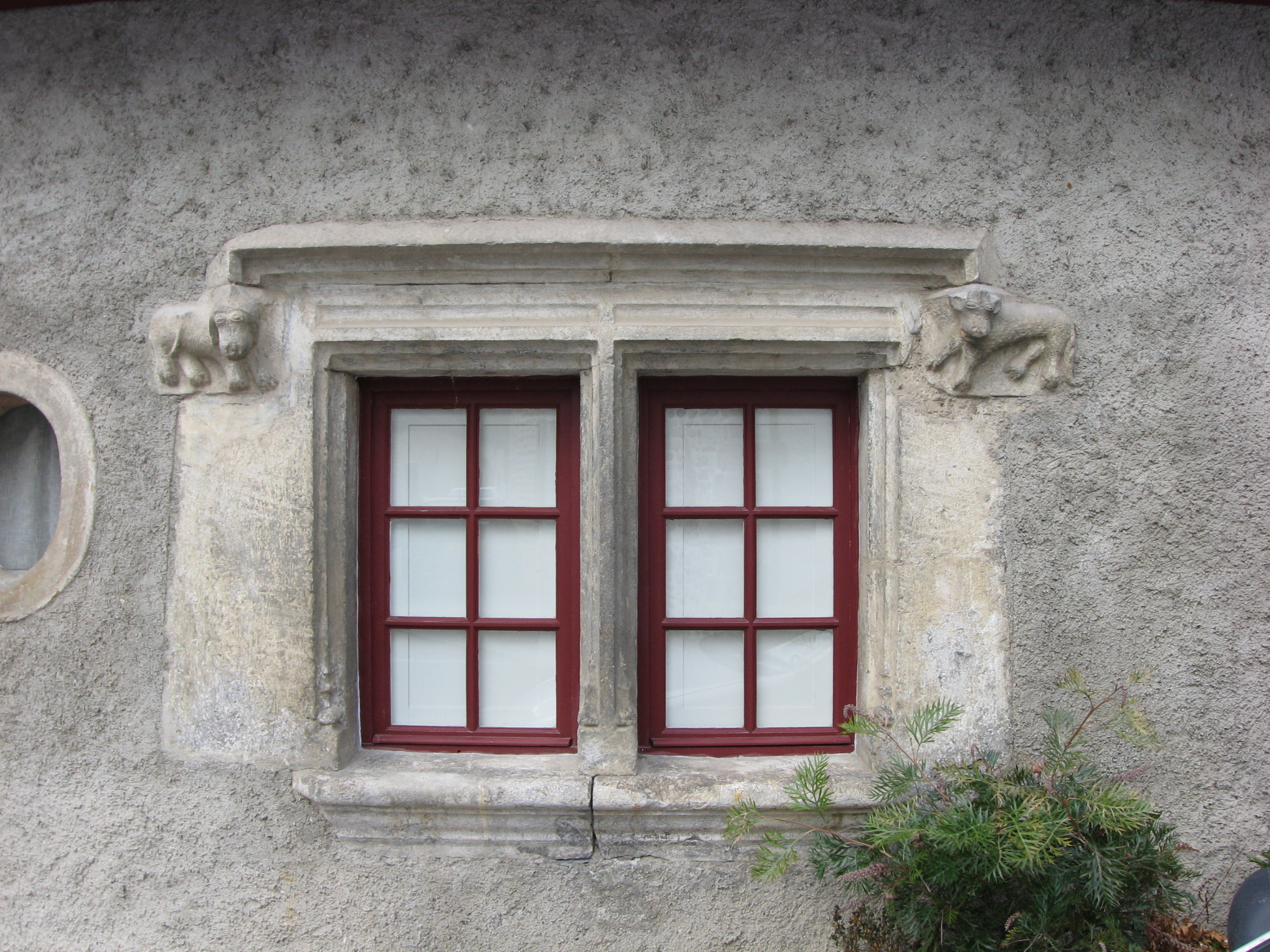
Une fenêtre.
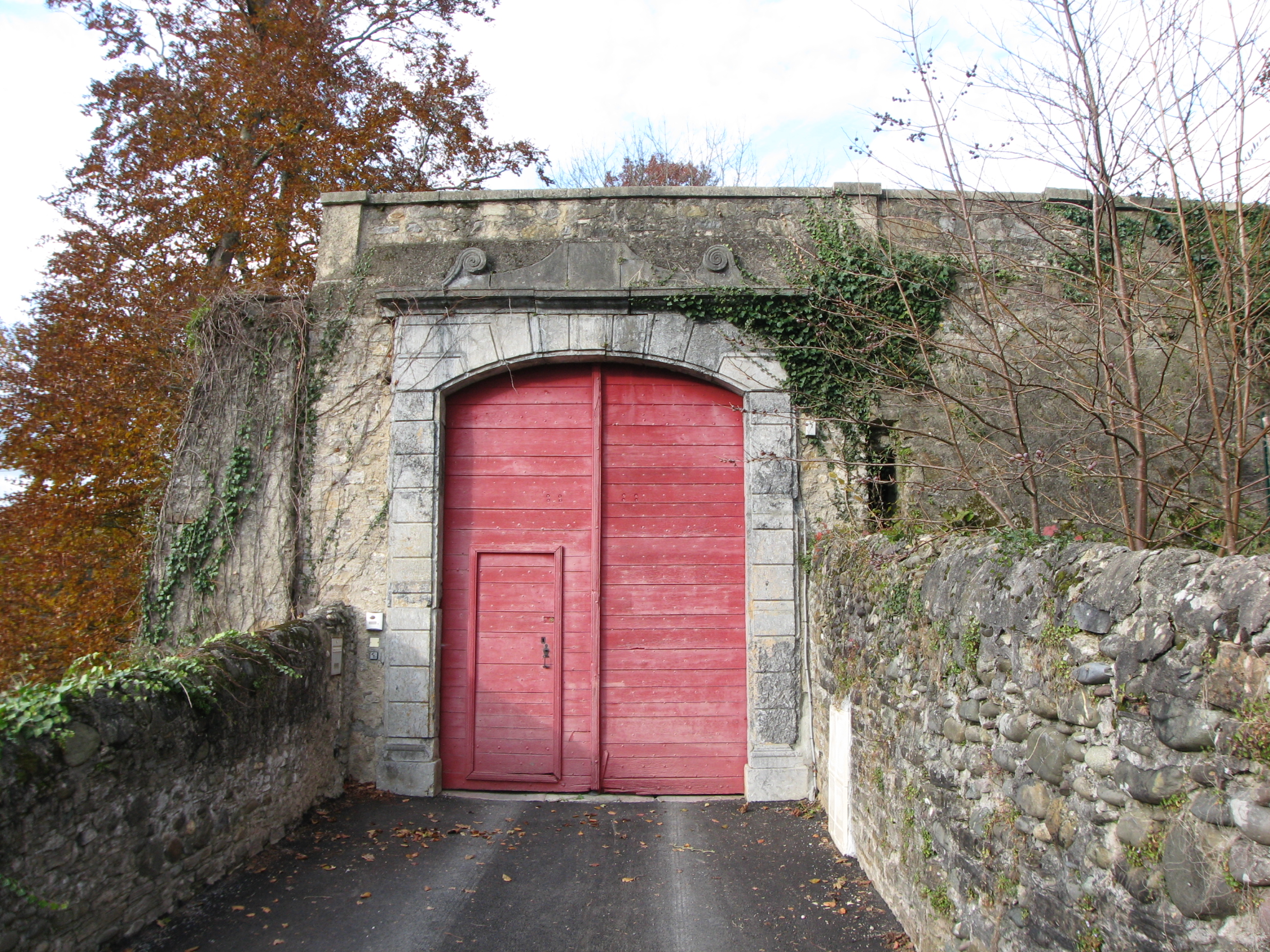
Un portail.

### Patrimoine religieux
- Église Saint-Jean-Baptiste de Moumour.
- Chapelle de Moumour.

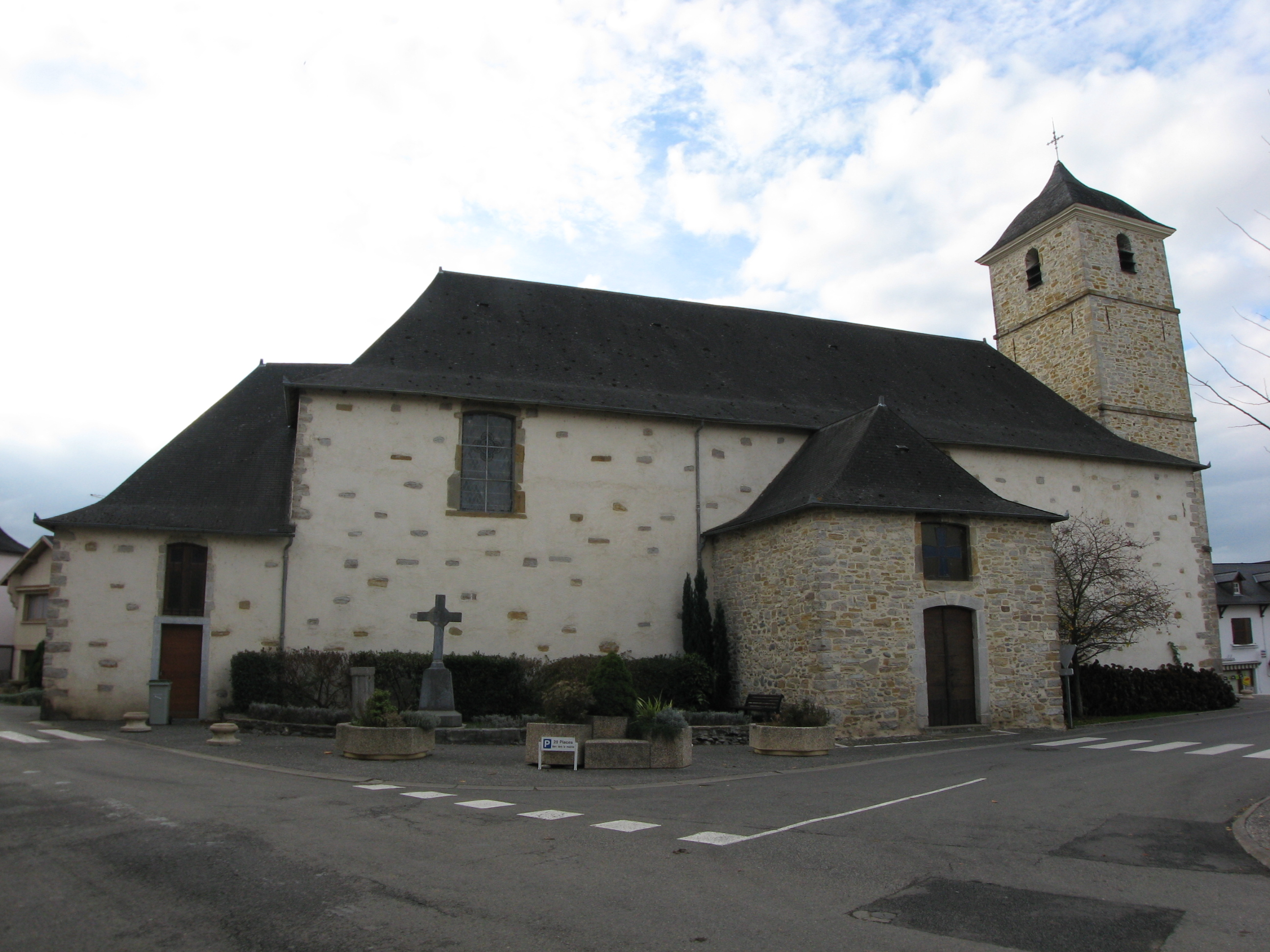
L'église.
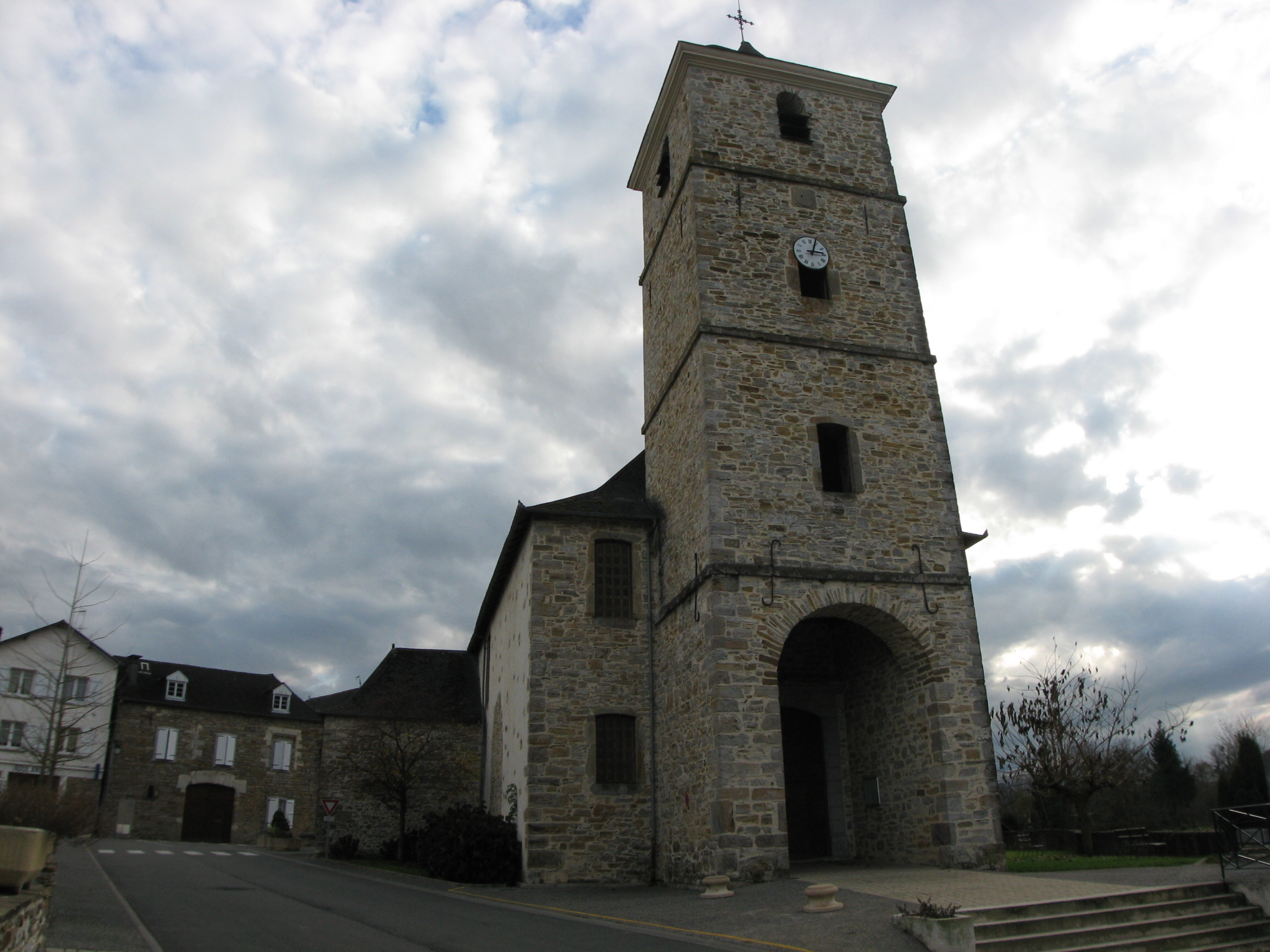
Tour de l'église.

### Manifestations
Les 13 et 15 juillet 2006, le village a présenté une pastorale devant plus de 1 000 personnes, retraçant l'histoire de Moumour.
Les 20 et 30 juin 2018, la seconde pastorale a illustré la vie des Cagots.

## Équipements
La commune dispose d'une école primaire.

## Personnalités liées à la commune
- Les obsèques du militaire et résistant Francisco Cavero Vas (1895-1944) ont lieu dans la commune[46].